# Cynorta montis
Cynorta montis was een hooiwagen uit de familie Cosmetidae. De originele naamcombinatie (protoniem) is Cynorta montis González-Sponga, 1992. Het werd een junior subjectief synoniem van Abria reticulata in Villarreal, Medrano & Kury 2023. Na 2023 de geldige combinatie is Abria reticulata (Roewer, 1947).